# اویگن اوت
اویگن اُت (به آلمانی: Eugen Ott) (زادهٔ ۸ آوریل ۱۸۸۹- مرگ ۲۲ ژانویهٔ ۱۹۷۷) سفیر آلمان در ژاپن در خلال سال‌های جنگ دوم جهانی بود. اُت به دلیل همکاری‌اش با ریشارد زورگه جاسوس شوروی مشهور است.
اویگن ات در جنگ جهانی اول در جبههٔ شرق خدمت کرده بود. مقارن برآمدن آدولف هیتلر، ات آجودان شخصی کورت فن اشلایشر گردیده بود. در ۱۹۳۴ او به عنوان وابستهٔ نظامی سفارت آلمان به توکیو اعزام شد و از ۱۹۳۸ سفیر آلمان در این کشور گردید.
در ۱۹۴۱ که ماجرای جاسوسی زورگه افشا شد، ات از مقامش برکنار گردید و برای دوری از جنگ به پکن رفت.